# C/1980 Y1 (Bradfield)
C/1980 Y1 (Bradfield) ist ein Komet, der in den Jahren 1980 und 1981 mit dem bloßen Auge gesehen werden konnte.

## Entdeckung und Beobachtung
Der Komet wurde am Morgen des 18. Dezember 1980 (Ortszeit) von William A. Bradfield in Australien mit einem 7×35 mm-Fernglas entdeckt. Es war seine elfte Kometenentdeckung, fast genau ein Jahr nach seiner letzten. Er hatte in diesem Zeitraum insgesamt 113 Stunden nach Kometen gesucht. Bradfield schätzte die Helligkeit des Kometen zu etwa 6 mag. Einige Wochen nach der Entdeckung durch Bradfield gab es am Abend des 5. Januar 1981 eine weitere unabhängige Entdeckung durch Marco Cavagna in Mailand gleich bei seinem ersten Versuch, einen Kometen mit seinem 20×80 mm-Fernglas zu finden. Nachträglich konnte der Komet bereits auf fotografischen Aufnahmen des Siding-Spring-Observatoriums vom 18. Juli 1980 nachgewiesen werden.
Obwohl der Komet zum Zeitpunkt seiner Entdeckung von der Erde aus gesehen bereits nahe an der Sonne stand und sich noch weiter darauf zubewegte, konnte er an den folgenden drei Tagen erfolgreich fotografiert werden, was eine frühe Berechnung seiner Bahn ermöglichte. Er war zunächst nur von der Südhalbkugel als durchaus beachtliches Objekt mit 3,7 mag Helligkeit gegen Ende Dezember zu beobachten.
Die Bahnberechnungen sagten eine große Helligkeit für Beobachter auf der Nordhalbkugel einige Tage nach seinem Vorbeigang an der Sonne vorher, allerdings erschien der Komet dort bis weit in 1981 hinein nicht hoch über dem Horizont. Anfang Januar wurden Schweiflängen von 5° und mehr berichtet, aber die Helligkeit sank bereits deutlich ab. Mitte Januar wurde ein Helligkeitsausbruch beobachtet, als der Komet kurzzeitig um eine Größenklasse heller erschien. Die Helligkeit sank aber wenige Tage später schon unter die Erkennbarkeit mit bloßem Auge. Im Zusammenhang mit dem Helligkeitsausbruch könnten einige Beobachtungen stehen, die darauf hindeuten, dass der Kern des Kometen zerbrochen sein könnte. Ende des Monats betrug die Helligkeit nur noch 8 mag.
Nachdem der Komet für Beobachter auf der Erde gegen Ende Februar ein weiteres Mal an der Sonne vorbeigegangen war, konnte er erst am 29. Juni wieder aufgefunden werden. Er wurde noch dreimal während der folgenden zwei Monate beobachtet, während seine Helligkeit bis auf etwa 20 mag sank. Ein letzter Versuch, ihn am 28. September mit der Infrared Telescope Facility auf Hawaii aufzufinden, blieb erfolglos.
Der Komet erreichte eine maximale Helligkeit von 3,5 mag und gehört damit zu den 40 hellsten Kometen seit 1935.

## Wissenschaftliche Auswertung
Wie beim Kometen C/1975 V1 (West) einige Jahre zuvor konnten auch beim Kometen Bradfield Anfang Januar 1981 photometrische Beobachtungen in der bis dahin unerreichten Situation eines Phasenwinkels von nahezu 150° gemacht werden. Dabei konnten starke Effekte von Vorwärtsstreuung des Sonnenlichts festgestellt werden, was Rückschlüsse auf die Größe der Staubpartikel in der Kometenkoma ermöglichte.
In der ersten Januarhälfte 1981 wurden am Osservatorio Astrofisico di Asiago in Italien spektroskopische Aufnahmen des Kometen im nahen Infrarot gewonnen, auf denen eine Vielzahl von Spektrallinien identifiziert werden konnte, darunter die von C2, C3, CH, CH+, CO+, CO2+, CN, N2+, NH, NH+, NH2, Sauerstoff, OH, OH+, H2O+, Quecksilber und Natrium. Erstmals könnte auch H2S+ nachgewiesen worden sein. Ungewöhnlich war das Vorhandensein von Emissionslinien des neutralen Kohlenstoffmonoxids (CO), die zuvor auch bei helleren Kometen nicht nachgewiesen werden konnten. Dies deutet möglicherweise auf ein zuvor stattgefundenes Ereignis im Kometenkern hin, bei dem große Mengen von CO (oder dessen Ursprungsmolekül) freigesetzt wurden.
Mitte des Monats wurden auch am Uttar Pradesh State Observatorium in Indien Spektren im ultravioletten und sichtbaren Spektralbereich aufgenommen, auf denen die Spektrallinien von CN, C2 und möglicherweise NH2 nachgewiesen werden konnten. Trotz der Sonnennähe des Kometen konnten keine Natrium-D-Linien beobachtet werden. Aus den Beobachtungen wurden Abschätzungen über die Anzahl der CN- und C2-Moleküle in der Koma des Kometen vorgenommen.
Anfang Januar bis Anfang März 1981 wurden mit dem Nançay-Radioteleskop Beobachtungen der 18-cm-OH-Emissionslinie beim Kometen Bradfield vorgenommen. Es wurde dabei nur ein schwaches Signal festgestellt.

## Umlaufbahn
Für den Kometen konnte aus 32 Beobachtungsdaten über einen Zeitraum von 405 Tagen eine elliptische Umlaufbahn bestimmt werden, die um rund 139° gegen die Ekliptik geneigt ist. Die Bahn des Kometen verläuft damit schräg gestellt zu den Bahnebenen der Planeten, er durchläuft seine Bahn gegenläufig (retrograd) zu ihnen. Im sonnennächsten Punkt der Bahn (Perihel), den der Komet zuletzt am 29. Dezember 1980 durchlaufen hat, befand er sich mit etwa 38,9 Mio. Kilometer Sonnenabstand im Bereich innerhalb der Umlaufbahn des Planeten Merkur. Bereits am 16. Oktober war der Komet in etwa 120,4 Mio. km Abstand am Mars vorbeigegangen und hatte sich am 16. Dezember der Venus bis auf etwa 75,4 Mio. km genähert. Am 31. Dezember erreichte er mit etwa 108,2 Mio. km (0,67 AE) die größte Annäherung an die Erde. Am 16. Februar 1981 erfolgte ein zweiter Vorbeigang am Mars, diesmal in etwa 119,6 Mio. km Abstand.
Bereits in einer Untersuchung von 1983 leiteten E. Everhart und B. Marsden Parameter für die ursprüngliche und die zukünftige Bahn des Kometen ab.
Nach den (mit relativ großen Ungenauigkeiten behafteten) Bahnelementen der JPL Small-Body Database und ohne Berücksichtigung nicht-gravitativer Kräfte hatte seine Bahn einige Zeit vor der Passage des inneren Sonnensystems eine Exzentrizität von etwa 0,99975 und eine Große Halbachse von etwa 1040 AE, so dass seine Umlaufzeit bei etwa 33.500 Jahren lag. Durch die Anziehungskraft der Planeten, insbesondere durch relativ nahe Vorbeigänge am Saturn am 5. Dezember 1980 in etwas über 9 AE und am Jupiter am 13. Dezember 1980 in etwas über 5 AE Abstand, sowie auch noch am Uranus am 3. November 1991 in etwa 12 AE und am Neptun am 4. Februar 1996 in etwa 7 ¼ AE Distanz, wurde seine Bahnexzentrizität auf etwa 0,99951 und seine Große Halbachse auf etwa 534 AE verringert, so dass sich seine Umlaufzeit auf etwa 12.300 Jahre verkürzt. Diese Angaben, die sehr ähnlich zu den bereits von Everhart und Marsden gemachten sind, besitzen allerdings aufgrund der wenigen Beobachtungsdaten eine hohe Unsicherheit.

## Rezeption in den Medien
Auf den Komoren wurde am 7. März 1986 anlässlich der Wiederkehr des Halleyschen Kometen eine Sondermarke zu 300 Franc mit einem digital nachbearbeiteten Bild eines Kometen und der Inschrift „Comète de Bradfield 1980“ herausgegeben. Abgebildet ist vielleicht der Komet C/1980 Y1, möglich wäre aber auch der Komet C/1979 Y1, dessen hauptsächliche Sichtbarkeit in das Jahr 1980 fiel.